# Zemljopis Slovačke
Slovačka je kopnena srednjoeuropska zemlja s planinskim predjelima na sjeveru i ravnicama jugu.
Slovačka se prostire na 48.845 km2, od čega je 31% obradivo zemljište, 17% pašnjaci, 41% šume, 3% kultivirano područje. Preostalih 8% uglavnom je prekriveno građevinama i infrastrukturom, te dijelom sa stjenovitim planinskim grebenima i drugim neobrađenim zemljištem.
Najsjevernija točka Slovačke je u blizu Beskydoka, planine na granici s Poljskom u blizini sela Oravská Polhora u Beskidima. Najjužnija točka je u blizini sela Patince na Dunavu na granici s Mađarskom. Najzapadnija točka je na rijeci Moravi u blizini Záhorske Vesi na austrijskoj granici. Najistočnija točka je blizu vrha Kremenec u blizini sela Nova Sedlica na sjecištu slovačke, poljske i ukrajinske granice.
Najviši vrh države je Gerlachovský štít u Visokim Tatrama visok 2,655 metara, najniža točka je na 94 metra na rijeci Bodrog u blizini Mađarske.
Slovačka graniči s Poljskon na sjeveru u dužini od 547 km, Ukrajinom na istoku 98 km, Mađarskom na jugu 679 km, Austrijom na jugozapadu 106 km i Češkom u sjeverozapadu 252 km. Ukupna dužina granice je 1.672 km.
Slovačka ima umjerenu klimu, sa svježim ljetima i hladnim, vlažnim zimama.